# Nilideal
Nilideal ist ein mathematischer Begriff aus der Ringtheorie.

## Definition
Sei R ein Ring. Ein Ideal N von R, das nur aus nilpotenten Elementen besteht, heißt Nilideal.
Allgemeiner nennt man jede Teilmenge eines Ringes nil, wenn diese nur aus nilpotenten Elementen besteht.
Während man von einem nilpotenten Ideal {\displaystyle I\subset R} verlangt, dass es ein {\displaystyle n} gibt mit {\displaystyle I^{n}=\{0\}}, das heißt jedes Produkt {\displaystyle a_{1}\cdot \ldots \cdot a_{n}} der Länge {\displaystyle n} von Elementen {\displaystyle a_{i}\in I} ist gleich 0, wird von einem Nilideal lediglich verlangt, dass es zu jedem Element {\displaystyle a\in I} ein von {\displaystyle a} abhängiges {\displaystyle n} gibt mit {\displaystyle a^{n}=0}.

## Beispiele und Eigenschaften
- Jedes nilpotente Ideal ist ein Nilideal, und für endlich erzeugte Ideale in kommutativen Ringen gilt auch die Umkehrung. Ein Beispiel für ein Nilideal, das nicht nilpotent ist, ist das Ideal {\displaystyle (X_{1},X_{2},\ldots )} im Ring {\displaystyle k[X_{1},X_{2},\ldots ]/(X_{1},X_{2}^{2},X_{3}^{3},\ldots )} mit einem Körper {\displaystyle k} und je einer Unbestimmten {\displaystyle X_{i}} für jede natürliche Zahl {\displaystyle i}.

- Nach einem Satz von Levitzki ist jedes Links- oder Rechts-Nilideal in einem links-noetherschen Ring bereits nilpotent.[2]

- Das Primradikal ist ein Nilideal.[3]